# Empoasca dimorpha
Empoasca dimorpha är en insektsart som beskrevs av Ruppel och Romero 1972. Empoasca dimorpha ingår i släktet Empoasca och familjen dvärgstritar.
Artens utbredningsområde är Colombia. Inga underarter finns listade i Catalogue of Life.